# Шивиц, Митя
Митя Шивиц (словен. Mitja Šivic; род. 1 октября 1979, Брезье, Радовлица) — словенский хоккеист и тренер. Экс-игрок сборной Словении по хоккею с шайбой.

## Биография
Митя Шивиц начал профессиональную карьеру в люблянской «Олимпии», за которую в словенской лиге дебютировал в сезоне 1997/98, в первом же сезоне став чемпионом Словении. Год провёл в клубе «Блед», затем вернулся в «Олимпию», с которой завоевал ещё 3 титула. Сезон 2002/03 начал в тверском ТХК. По итогам регулярного сезона команда не попала в плей-офф второй лиги России, и Митя вернулся домой, выиграв попутно с «Олимпией» ещё один титул. В сезоне 2004/05 перешёл в саратовский «Кристалл». Провёл также 4 матча за минский «Керамин». С 2007 года выступает во Франции. В составе команды «Бриансон» стал чемпионом Франции. В 2015 году провёл один матч за французский «Лион», после чего завершил карьеру игрока и возглавил команду как главный тренер. Выступал за национальную команду Словении. Играл на юниорском чемпионате 1996 года, а также на молодёжном 1999 года. На первенстве мира дебютировал в 2000 году, в 2011 году — выступал в последний раз.